# 吉恩·夏普
吉恩·夏普（Gene Sharp， 1928年1月21日—2018年1月28日）是一位哲学、政治学和社会学学者，生前發表過有關权力和非暴力运动的著述，這些著述廣泛流傳於世界各地的社運界別，被視為全球茉莉花革命的「理論推手」，在西方國家享有「非暴力抵抗的教父」和「非暴力戰爭的克勞塞維茨」之名，又有「非暴力抗爭理論大師」之稱。
吉恩·夏普是阿尔伯特·爱因斯坦研究所的一位学者，拥有俄亥俄州立大学文学士和文学硕士及牛津大学政治理论哲学博士学位，还被授予曼哈顿学院法学博士和里维耶学院（Rivier College）人道服务博士荣誉学位。1953-54年（朝鲜战争）期間，夏普因抗议征兵而被判入狱九个月。他後來在工厂當過工人，也當過美国和平主义者A. J. Muste的秘书。1955年至1958年间，他成為和平新闻（伦敦）的一名助理编辑，他還協助组织1958年的奥尔德马斯顿游行。接下来的两年，他在奥斯陆与阿恩·内斯教授一起学习和研究。吉恩·夏普也是麻萨诸塞大学达特茅斯分校政治学荣誉教授，曾任教奥斯陆大学和麻萨诸塞大学波士顿校区，并且在哈佛大学国际问题中心从事将近三十年研究。1983年他创立阿尔伯特·爱因斯坦研究所，目的是研究和宣传用非暴力手段推进自由主义的民主过程。
夏普首創政治學新名詞「公民防衛」，倡導非暴力抗爭和公民不服从。包括過去波蘭、捷克、立陶宛、愛沙尼亞、拉脫維亞等蘇聯附庸國爭取獨立，到塞爾維亞人反抗獨裁者米洛塞維奇，以及颜色革命，乌克兰的栗子花革命，吉尔吉斯斯坦的郁金香革命，缅甸的番红花革命，茉莉花革命，到阿拉伯之春等一連串政治抗議運動，都被視為减少社会动荡与民众痛苦和不流血更换政权的和平演变与非暴力抗爭的不可防御的创造性的實踐的典范。
2018年1月尾愛恩斯坦研究所行政總監 Jamila Raqib 公佈，夏普在波士頓家中離世，研究所發聲明形容，夏普畢生致力研究非暴力抗爭，啟發了世界各地的學者、行動者，團體，及至政府機構。

## 關注台灣民主
夏普曾於1994年到過台灣，對台灣的民主發展情況有所了解。2011年12月，夏普提醒，若2012年中華民國總統選舉民主進步黨總統候選人蔡英文勝選，不曉得中國獨裁政權會有什麼反應，這將使台灣長達四個月的政權轉移空窗期非常危險，必須有所防範；如果蔡英文勝選，就算能安度政權轉移空窗期，其第一年任期台灣還是處於面對來自中國威脅的「高風險」；建議蔡英文，應趕在任期第二年內推動建構台灣「群眾性公民防衛」的相關立法，以對抗強權侵略與維護公民利益。

## 著作
- 《甘地行使道德力量的武器﹕三件個案史》於一九六零年出版，愛因斯坦為這本書撰序.

- 《作為一個政治戰略家的甘地，附道德及政治論文》一九七九年夏普推出，馬丁．路德．金夫人撰導論。[3]

- 《非暴力抗爭小手冊》，內容彙整包含抗議與說服、拒絕合作等198種非暴力方式，區分「抗議與說服」、「拒絕合作」、「非暴力干預」3大類，在國際廣為流傳。[8][9]

- 《论战略性非暴力冲突： 关于基本原则的思考》(简体中文版)
- 《从独裁到民主: 解放运动的概念框架》
- 《群眾性防衛：一種超軍事的武器系統》